# Glenea subadelia
Glenea subadelia là một loài bọ cánh cứng trong họ Cerambycidae.